# Romeo Pop
Romeo Pop (n. 7 iunie 1952, Aiud, regiunea Cluj, România – d. 8 octombrie 2022, București, România) a fost un actor român de film și teatru.

## Biografie
Absolvent al Liceului „Emil Racoviță” din Cluj (1967-1971) și al Institutului de Artă Teatrală și Cinematografică „I.L.Caragiale” - promoția 1975, clasa profesor Octavian Cotescu, asistent Ovidiu Schumacher. Până în 1980 joacă pe scena Teatrului Național din Cluj, apoi la Teatrul Dramatic din Galați (1981-1987) și Teatrul Mundi (1987-2001). Din 2001 este în trupa Teatrului Bulandra. Încă din primii ani de facultate debutează în film cu rolul principal din Porțile albastre ale orașului (1974). În 2007, la inițiativa actorilor Romeo Pop și George Ivașcu, se deschide Teatrul Metropolis. A candidat în anul 2016 pentru funcția de președinte a filialei PNL Sector 2, fiind învins de Anca Boagiu.

## Filmografie
- Porțile albastre ale orașului (1974) - slt. Roșu
- De bună voie și nesilit de nimeni (1974) - Matei Clejan
- Misterul lui Herodot (1977) - prof. Blidaru
- Războiul independenței (Serial TV) (1977) - Teo
- Înainte de tăcere ‎(1978)
- Falansterul (1979)
- Blestemul pămîntului – Blestemul iubirii (1980) - Titu Herdelea
- Destine romantice (1982)
- Cucerirea Angliei (1982)
- Ciuleandra (1985) - procurorul Zamfir
- Pas în doi (1985)
- Furtună în Pacific (1986)
- Umbrele soarelui (1988)
- Balanța (1992)
- Capul de zimbru (film TV, 1996)
- Detectiv fără voie (2001)
- Schimb valutar (2008)
- Îngerașii (2008) - Comisarul
- Regina (2009) - Regele Nordic